# Nicolas Rolin
Nicolas Rolin (Autun, 1376 – Autun, 18 gennaio 1462) è stato un diplomatico e mecenate francese, nominato cancelliere del ducato di Borgogna.

## Biografia
Di estrazione borghese, fu consigliere e uomo di fiducia dei duchi di Borgogna. Avvocato al parlamento di Parigi, nel 1419 fece condannare il futuro Carlo VII di Francia per l'assassinio del duca Giovanni Senza Paura.
Nel 1422 venne nominato da Filippo il Buono cancelliere del ducato di Borgogna.
Nel 1441, assieme alla moglie, Guigone de Salins, fondò un ospedale a Beaune (l'Hôtel-Dieu) e ne affidò la direzione a una comunità di suore da lui stesso istituita.
Ebbe notorietà anche come importante mecenate: commissionò a Rogier van der Weyden il polittico del Giudizio universale per l'ospedale di Beaune e a Jan van Eyck una Madonna, conservata al museo del Louvre. La sua casa natale ad Autun è stata adibita a museo.
Uno dei suoi figli, Jean Rolin, fu vescovo di Chalon e di Autun e cardinale.